# استارگیت (تیم تهیه‌کننده)
استارگیت (به انگلیسی: Stargate) (به معنی دوازه ستاره) یک گروه تهیه‌کننده موسیقی و ترانه‌سرا نروژی است، که از دو شخص به نام‌های میکل استورلیر اریکسن(نروژی: Mikkel Storleer Eriksen؛ متولد ۱۹۷۲) و تور اریک هرمنسن (نروژی: Tor Erik Hermansen؛ متلود ۱۴ اکتبر ۱۹۷۲) است که در نیویورک فعالیت می‌کنند. سبک اعضای این گروه آراندبی معاصر، موسیقی پاپ و موسیقی هیپ هاپ است. استارگیت در تروندهایم، نروژ شکل گرفت.

## ترانه‌ها
این ترانه‌ها بخشی از ترانه‌های این گروه‌است که در جزو ده ترانه در فهرست‌های ۱۰۰ آهنگ داغ بیلبورد و جدول ترانه‌های پادشاهی متحده بوده‌اند.
- ۱۹۹۹: "اس کلاب پارتی" (اس کلاب ۷)
- ۲۰۰۱: "همه بلند شوند" (بلو)
- ۲۰۰۲: "متاسفم سخت‌ترین کلمه به نظر می‌رسد" (بلو به همراه التون جان)
- ۲۰۰۶: "خیلی مریض" (نی-یو)
- ۲۰۰۶: "بی‌وفا" (ریانا)
- ۲۰۰۶: "غیرقابل‌جایگزینی" (بیانسه)
- ۲۰۰۷: "دروغ‌گوی زیبا" (بیانسه و شکیرا)
- ۲۰۰۷: "به خاطر تو" (نی-یو)
- ۲۰۰۷: "متنفرم از اینکه عاشقت هستم" (نی-یو و ریانا)
- ۲۰۰۷: "موسیقی را قطع نکن" (ریانا)
- ۲۰۰۷: "با تو" (کریس براون)
- ۲۰۰۸: "تعظیم کن" (ریانا)
- ۲۰۰۸: "بوزی" (لیندزی لوهان))
- ۲۰۰۸: "نزدیک‌تر" (نی-یو)
- ۲۰۱۰: "پسر بی‌ادب" (ریانا)
- ۲۰۱۰: "هیولای زیبا" (نی-یو)
- ۲۰۱۰: "تنها دختر (در جهان)" (ریانا)
- ۲۰۱۰: "نام من چه بود؟" (ریانا)
- ۲۰۱۰: "آتش‌بازی" (کیتی پری)
- ۲۰۱۱: "سیاه و زرد" (ویز خلیفا)
- ۲۰۱۱: "اس‌وام" (ریانا)
- ۲۰۱۱: "من با تو هستم" (جنیفر لوپز)
- ۲۰۱۲: "آر.آی.پی." (ریتا اورا)